# Magyarság évfordulónaptára
A Magyarság évfordulónaptára a Magyar Életrajzi Kalauz adatbázisa alapján Németh Tibor, a celldömölki Kresznerics Ferenc Könyvtár vezetője által összeállított ingyenesen hozzáférhető közszolgálati adattár.
A gyűjtés exkluzivitását biztosítja, hogy csak a 25-tel osztható klasszikus évfordulókat és a már nem élő személyeket tartalmazza, és e vonatkozásban a legteljesebb ilyen jellegű magyar szolgáltatás, mely fél évtized tapasztalatai alapján egy-egy esztendőben átlagosan 2800-3000 tételt ölel fel.
Az adattárban az egyes évfordulók a hónapok és napok sorrendjében, azon belül időrendben találhatóak az alábbiak szerint: nap, születés (x) vagy halálozás (†) egyezményes jele, év. A csak évhez köthető események az összeállítás élén, a napra nem datálhatóak az adott hónap elején olvashatóak kronológiai sorrendben. A háttér-adatbázis jellegéből adódóan elsősorban a személyekhez köthető évfordulók dominálnak, de bőven merít a legfontosabb köz- és művelődéstörténeti eseményekből is.
A következő évi kerek (25-tel osztható) évfordulókat tartalmazó összeállítás minden esztendő november 30-ig frissítésre kerül. A december 1-e és december 31-e közötti időszakban az aktuális évi és a következő esztendőre vonatkozó adattár egyaránt hozzáférhető az érdeklődők számára.
A Magyarság évfordulónaptára című összeállítás jelenti az alapját a Nemzeti Évfordulók Titkársága gondozásában évente megjelenő Nemzeti Évfordulóink című reprezentatív évkönyvnek, illetve anyagából válogatás jelenik meg a Honismeret című folyóiratban Honismereti évfordulónaptár elnevezéssel.
Az adattár összeállítására Celldömölk egyesítésének 100., várossá avatásának 25. évfordulója tiszteletére került sor.